# John Jansson
John Jansson   (Estocolm, 18 de juliol de 1892 - Bromma, 10 d'octubre de 1943) fou un saltador suec, guanyador de tres medalles olímpiques.
Va participar, als 19 anys, en els Jocs Olímpics d'Estiu de 1912 realitzats a Estocolm, on guanyà la medalla de bronze en la prova de plataforma alta. Alhora, finalitzà setè en la prova del trampolí de 3 metres i quedà eliminat en sèries en la de plataforma de 10 metres. En els Jocs Olímpics d'Estiu de 1920, realitzats a Anvers, finalitzà sisè en la prova de trampolí de 3 metres i revalidà la seva medalla de bronze en la prova de plataforma alta. En els Jocs Olímpics d'Estiu de 1924, realitzats a París, aconseguí guanyar la medalla de plata en la prova de plataforma alta, en l'última aparició d'aquesta disciplina en uns Jocs Olímpics.